# عائشة بنت مبارك
عائشة بنت مبارك الرحماني البربوشي الشهيرة بالسلطانة زيدانة (توفيت مايو 1715م) زوج السلطان المغربي إسماعيل بن الشريف وأم الأمراء مولاي زيدان والمولى الحميد والمولى محمد المتوكل والسلطان علي زين العابدين، حظيت عند زوجها بنفوذ كبير في تدبير الشأن السياسي، وأدركت عنده حظوة ومكانة حتى سميت بمولاة الدار، وقال فيها زوجها السلطان إنها "كانت أعقل من أغلب الرجال"، ولقبها الأوروبيون بـ«إمبراطورة المغرب».

## مسيرتها
أصلها من قبيلة البرابيش من الرحامنة، كانت عائشة إحدى جواري مولاي الرشيد، شقيق زوجها المستقبلي مولاي إسماعيل. اشتراها السلطان وتزوجها وصارت الأكثر حظوة ضمن أربع زوجات، وحينما أنجبت ابنها الأول زيدان، باتت تلقب بالسلطانة زيدانة. عرفت كيف تلفت انتباه السلطان بقدرتها على فهم واستيعاب الطموحات الهائلة للسلطان، والتكيف مع منهجه وحكمه التسلطي، فكان لها دور في تحقيق مجموعة من أهدافه.
كان من بين وظائفها أن تؤمن حياة السلطان، حيث كانت أول من يتذوق وجبات مولاي إسماعيل، التي كانت تحضر في شققها الخاصة، وهكذا حكمت بدون منازع حريم السلطان. وحسب الروايات الأوروبية كان لدى السلطان خمسمائة امرأة، محروسات من طرف مائة عبد من المخصيين، ولم يكن يؤذن لهن بالتنزه في العاصمة مكناس إلا مرة واحدة في السنة، أي بمناسبة عيد المولد، ولا يغادرن شققهن إلا بإذن من السلطان، وحدها زيدانة كان لها الحق في الدخول والخروج في مدينة مكناس، وكانت دائما تتجول مصحوبة بجارية تحمل سيفا لتظهر قوتها، وكانت تتوسط لكل من أراد الحصول على شيء من السلطان.